# Baudouin Fraeijs De Veubeke
Baudouin M. Fraeijs De Veubeke  (* 3. August 1917 in Reigate; †  16. September 1976 in Lüttich) war ein belgischer Bauingenieur.

## Leben
Fraeijs De Veubeke studierte in Lüttich und Löwen und war 1944 in der belgischen Sektion der Royal Air Force. Ab 1946 war er Ingenieur bei der belgischen Flugzeugbaufirma Avions Fairey. 1948 wurde er Dozent und 1952 Professor an der Universität Lüttich. Er war dort Professor für Kontinuumsmechanik und leitete das Labor für Flugzeug- und Weltraumtechnik.
Er betrieb Grundlagenforschung für die Theorie Finiter Elemente durch die Formulierung allgemeiner Variationsprinzipien (unabhängig von Kyūichirō Washizu und Hu Haichang). Nach Kurrer fand er nicht die Anerkennung die ihm dafür eigentlich zustand, da er auch in seinen Veröffentlichungen eher nüchtern und zurückhaltend war.
Er war Mitglied der Belgischen Akademie der Wissenschaften (korrespondierendes Mitglied seit 1963, volles Mitglied seit 1976).

## Schriften
- Diffusion des inconnues hyperstatiques dans les voilures a longeron couplés. In: Bull. Service Téchnique de l’Aéronautique, Nr. 24, Brüssel 1951
- als Herausgeber: Matrix method of structural analysis. Pergamon Press 1964 (darin von Fraeijs De Vebeuke: Upper and lower bounds in matrix structural analysis).
- Displacement and equilibrium models in the finite element method. In: O. G. Zienkiewicz, G. S. Holister (Hrsg.): Stress Analysis. Wiley, 1965, S. 145–197, Reprint in: Int. J. Num. Methods in Engineering, Band 52, 2001, S. 287–342
- mit Olgierd Cecil Zienkiewicz: Strain energy bounds in finite element analysis. In: Journal of Strain Analysis, Band 2, 1967, S. 265–271
- A new variational principle for finite elastic displacements. In: Int. J. of Eng. Science, Band 10, 1972, S. 745–763
- Variational principles and the patch test. In: Int. J. Num. Methods in Eng., Band 8, 1974, S. 783–801
- The dynamics of flexible bodies. In: Int. J. of Eng. Science, Band 14, 1976, S. 895–913
- A course in elasticity. Springer, 1979.
- B. M. Fraeijs de Veubeke Memorial Volume of Selected Papers. 1980.